# Stornäs, Åland
Stornäs är en halvö i Åland (Finland). Den ligger i den sydvästra delen av landskapet, 15 km norr om huvudstaden Mariehamn. Stornäs ligger på ön Fasta Åland.